# Москальці
Москальці — українські козацькі роди, відомі понад 360 років.

## Походження прізвища
Прізвище Москалець походить від назви сусідів українських козаків — «москалі», «московіти». Схожі прізвища — Москаль, Москаленко, Московець, Московченко, Москов, Москва тощо.
У Харківській області є населений пункт — Москальцівка.

## Історія роду
Перша документальна згадка про Москальців знайдена в присяжних книгах 1654 року Ніжинському полку в таких населених пунктах: м. Ніжин, Новоміської сотні, м. Бахмач і в с. Мисчінки Батуринської сотні.
На 1676 р. Москальці зустрічаються в сотні Бориспільській Переяславського полку.
У 18 столітті Москальці проживали в таких адміністративно-територіальних і військових одиницях Гетьманщини — Охтирський полк, Полтавський полк, Лубенський полк, Ніжинський полк, Миргородський полк.
Після ліквідації Гетьманщини в 1782 році, Москальці розселяються по ширших теренах, в тому числі по Новоросійській губернії.
Серед репресованих у 30-х роках XX ст. відомі 21 особа з прізвищем Москалець.
Численні представники родин Москальців живуть по всій Україні, певна частина нащадків репресованих — в Росії.

## Відомі персоналії

### Козацька старшина
- Москалець Степан — отаман Котельвенської сотні Гадяцького полку на 03.1690 р.
- Москалець Данило — городовий Лохвицької сотні Лубенського полку на 1732 р.
- Москалець Іван — писар сотенний Борзнянській сотні Ніжинського полку на 1748 р.

### Сучасники
- Москалець Вілій Костянтинович (нар. 1 травня 1927, село Матіївка, нині Бахмацького району Чернігівської області — пом. 30 червня 2001) — український письменник (прозаїк). Член Спілки письменників України (згодом Національної) з 1963 року.
- Москалець Віктор Петрович (*22.02.1950 — с. Стрілковичі, Самбірський р-н, Львівська область) — доктор психологічних наук, професор Прикарпатського юридичного інституту Львівського державного університету внутрішніх справ.
- Москалець Галина Василівна (псевдо — Пагутя́к Гали́на) (нар. 26 липня 1958 року, Залокоть, Дрогобицький район, Львівська область) — українська письменниця, лауреат Шевченківської премії з літератури.
- Москалець Кость Вілійович (нар. 23 лютого 1963, Матіївка) — поет, прозаїк, перекладач, літературний критик, музикант. Член Національної спілки письменників України та Асоціації українських письменників.